# Kombes

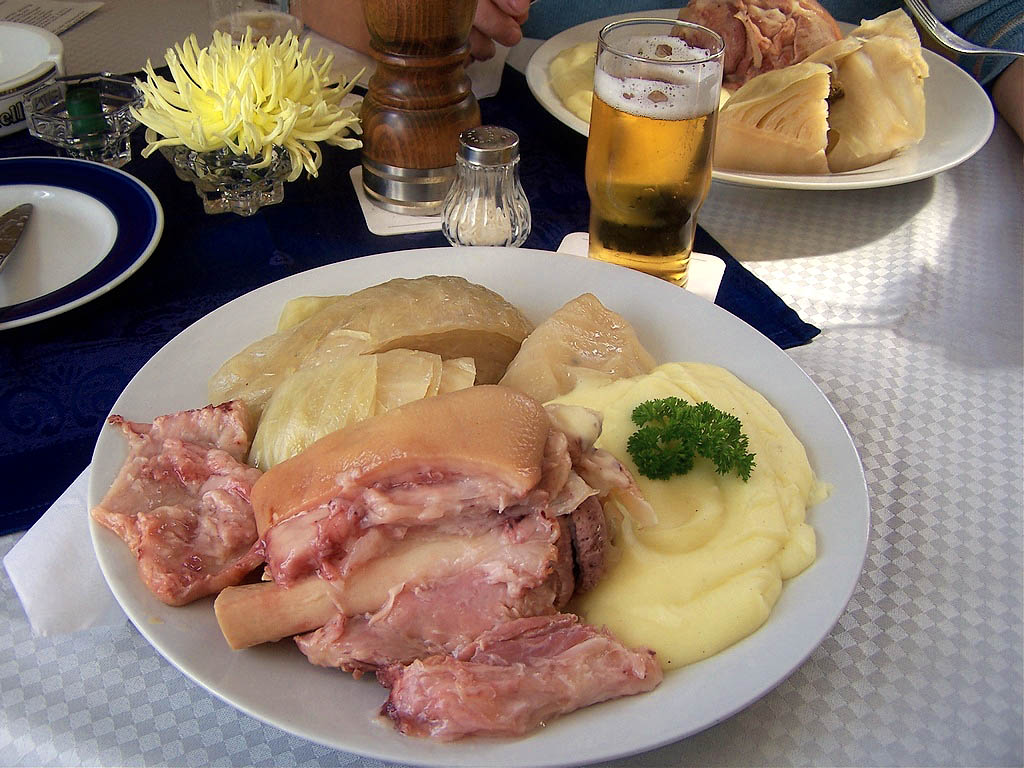
Kombes mit Eisbein und Kartoffelbrei

Kombes oder Gombes, manchmal auch Komst sind durch Milchsäuregärung konservierte Weißkohlköpfe und wird meist gekocht als Beilage gegessen. Es ist ein typisches Gericht der Thüringer Küche.
Das Wort geht zurück auf das keltische Wort „Kumbas“, das später zu „Kombes“ und „Gombes“ wurde und so viel wie „Trog“ bedeutet, wegen der Gärung in einem steinernen Trog.

## Herstellung
Frische kleine Weißkohlköpfe werden gereinigt und in Wasser abgekocht. Nach dem Abtropfen und Abkühlen werden sie schichtweise mit geschnittenen und getrockneten Dill eingelegt. Darüber wird kaltes Salzwasser gegossen. Das Salz entzieht während des Gärungsprozesses dem Weißkohl die Flüssigkeit und konserviert den Saft bis zur Gärung.  Man lässt das Kraut ca. 2 bis 3 Wochen an einem mäßig warmen Ort gären, danach wird es kühl gelagert.

## Zubereitung
Kombes wird normalerweise wie Sauerkraut mit etwas Wasser oder Fleischbrühe etwa eine halbe Stunde gedünstet. Übliche Gewürze sind neben Salz und Pfeffer Lorbeer, manchmal auch Wacholder, Kümmel, Nelken. Es ist eine typische Beilage für Eisbein, Bauchfleisch oder Schweinekamm. Als Sättigungsbeilage gibt es meist Kartoffelbrei oder Salzkartoffeln. Kombes kann man auch roh, wie eine Salzgurke, zu Wurst oder Fleisch essen. 